# Винко Јеђут
Винко Јеђут (Брешка Пољана, код Иванић-Града, 1914 — Калник, 1944), железничарски радник и учесник Народноослободилачке борбе.

## Биографија
Рођен је 1914. године у селу Брешкој Пољани, код Иванић-Града. Као квалификовани радник, био је запослен у Железничкој радионици у Загребу. Члан Савеза комунистичке омладине Југославије постао је 1933, а члан Комунистичке партије Југославије 1935. године. Од 1939, био је члан железничког руководства. Био је и један од оснивача друштва „Младост“ у Трњу 1934. године.
Ухапшен је лета 1941. године и интернисан у логор Керестинец. Из логора је био одведен у болницу из које је уз помоћ железничке партијске организације (браћа Ицо и Дадо Очак) био ослобођен. Народноослободилачком покрету прикључио се крајем 1941. године, на подручју Мославине. Током прве ратне године, Јеђут је био један од најактивнијих партијских радника и револуционара у Мославини. У јесен 1942, био је изабран за секретара Окружног комитета КПХ за Чазму.
Погинуо је у борбама против непријатеља на Калнику 1944. године.
После рата, по њему је трњанско културно-уметничко друштво названо „Винко Јеђут“. Име КУД-а је 1990-их промењено у КУД „Жељезничар“. У дворишту испред дворане КУД-а налази се његова биста. Једна загребачка улица носи његово име.